# 민건호
민건호(閔建鎬, 1843년 8월 27일 ~ 1920년 1월 19일)은 조선 후기의 무관이다. 본관은 여흥(驪興)이며, 단종 때 충절을 지킨 민신(閔伸, ? ~ 1453년)의 후손이다. 저서로 《해은일록(海隱日錄)》, 《해은만록(海隱謾錄)》, 《동행일록(東行日錄)》 등이 있다. 이 가운데 감리서 재직 시기를 기술한 저서 《해은일록》의 내용이 개화기 당시 풍경을 잘 그리고 있어 사료적 가치가 높다.

## 생애
전라도 해남에서 태어났다. 1870년(고종 7년)에 무과 과거시험에 급제하였으며, 1881년에 신사유람단 일원이었던 이헌영(李𨯶永, 1837년 ~ 1907년)을 수행하여 일본을 방문해 근대 문물을 경험했다. 이러한 경력을 인정받아서 1883년에 부산 지역에 처음 설치된 감리서의 관리로 임명되어 장부, 서기, 방판 등의 관직을 역임하고 1891년 4월에는 다대포첨사에 임명되기도 하였다. 최종 품계는 종2품 가선대부이다.

## 경력
1870년(고종 7년), 무과 급제 (선전관 후보자로 추천되었다가 취소됨)
1873년(고종 10년) 12월, 선전관 후보자로 다시 추천됨
1876년(고종 13년) 1월, 수문장, 오위 종6품 부사과
1881년(고종 18년) 2월, 신사유람당 동행 : 당시 직책은 정6품 사과(司果)
1883년(고종 20년) 12월, 오위 종6품 부사과 (동래 부산항 감리서 장부)
1885년(고종 22년) 10월, 통리교섭통상사무아문 주사
1886년(고종 23년) 5월, 부산항 감리서 서기
1890년(고종 27년) 10월, 중화부사 (부임하지 않음)
1890년(고종 27년) 11월, 부산항 감리서 방판
1891년(고종 28년) 4월, 정3품 다대포첨사 (당상관 승진)
1893년(고종 30년) 5월, 오위 종4품 부호군
1897년(고종 34년) 9월, 중추원 이등의관(二等議官)
1898년(고종 35년) 1월, 중추원 의관 면직

## 가계
- 증조부 : 민백빈(閔百彬), 정조 때 보성군수, 수문장
  - 조부 : 민경혁(閔敬爀)
    - 부: 민치호(閔致琥)
    - 모 : 삭령(朔寧) 최씨(崔氏) - 최원택(崔元澤)의 딸
      - 형 : 민장호(閔章鎬)
      - 본인 : 민건호
      - 부인 : 전주(全州) 이씨(李氏) - 이병규의 딸
        - 장남 : 민영진, 초명 민영국
        - 차남 : 민영희
        - 삼남 : 민영훈
        - 사위 : 윤주원
        - 사위 : 고재설
        - 사위 : 이항림

      - 동생 : 여자 (미상)

## 같이 보기
- 감리서
- 민건호 필사본 일괄